# Nishiizu (Shizuoka)
Nishiizu (西伊豆町 Nishiizu-chō?) es una ciudad en el distrito de Kamo, de la prefectura de Shizuoka en Japón. 
En octubre de 2012 tenía censo en 9081 habitantes, con una  densidad de población de 86.1 personas por km² y el área total abarca 105.52 km².

## Historia
Durante la Era Edo, todo el territorio de la provincia de Izu era tenryō bajo el control directo del shogunato Tokugawa, y el área que comprende ahora Nishiizu consistieron en siete pueblos dentro del antiguo Distrito Naka. Durante la reforma catastral de los principios de periodo Meiji en 1889, el área fue reorganizada en tres aldeas (Nishina, Tago y Ugusu), que se convirtió en parte del Distrito de Kamo desde 1896. Un cuarto pueblo, Arara, fue creado a partir de Ugusu el mismo año.
La ciudad de Nishiizu fue fundada el 31 de marzo de 1956 debido a la fusión de Tago y Nishina y en septiembre del mismo año, las aldeas Ugusu y Arari se reunieron para formar Kamo. Kamo fue fusionada en Nishiizu el 1 de abril de 2005.

## Geografía
Intercalada entre las Montañas Amagi al oeste y la Bahía Suruga en el Océano Pacífico al oeste, Nishiizu tiene un territorio de colinas y una costa rocosa. La zona cuenta con numerosos manantiales. 
Al calor de la cálida corriente de Kuroshio, la zona goza de un clima marítimo templado, con veranos calurosos y húmedos e inviernos fríos leves. Partes de la ciudad están dentro de las fronteras del Parque nacional de Fuji-Hakone-Izu.

### Municipalidades vecinas
- Izu
- Kawazu
- Matsuzaki

## Economía
La economía de Nishiizu está dominada por el turismo centrado en la industria de los centros termales, y por la pesca comercial.

## Transporte
Nishiizu está servida por la autopista la "Carretera Nacional de Japón 136", pero no tien servicio de tren. 

## Galería

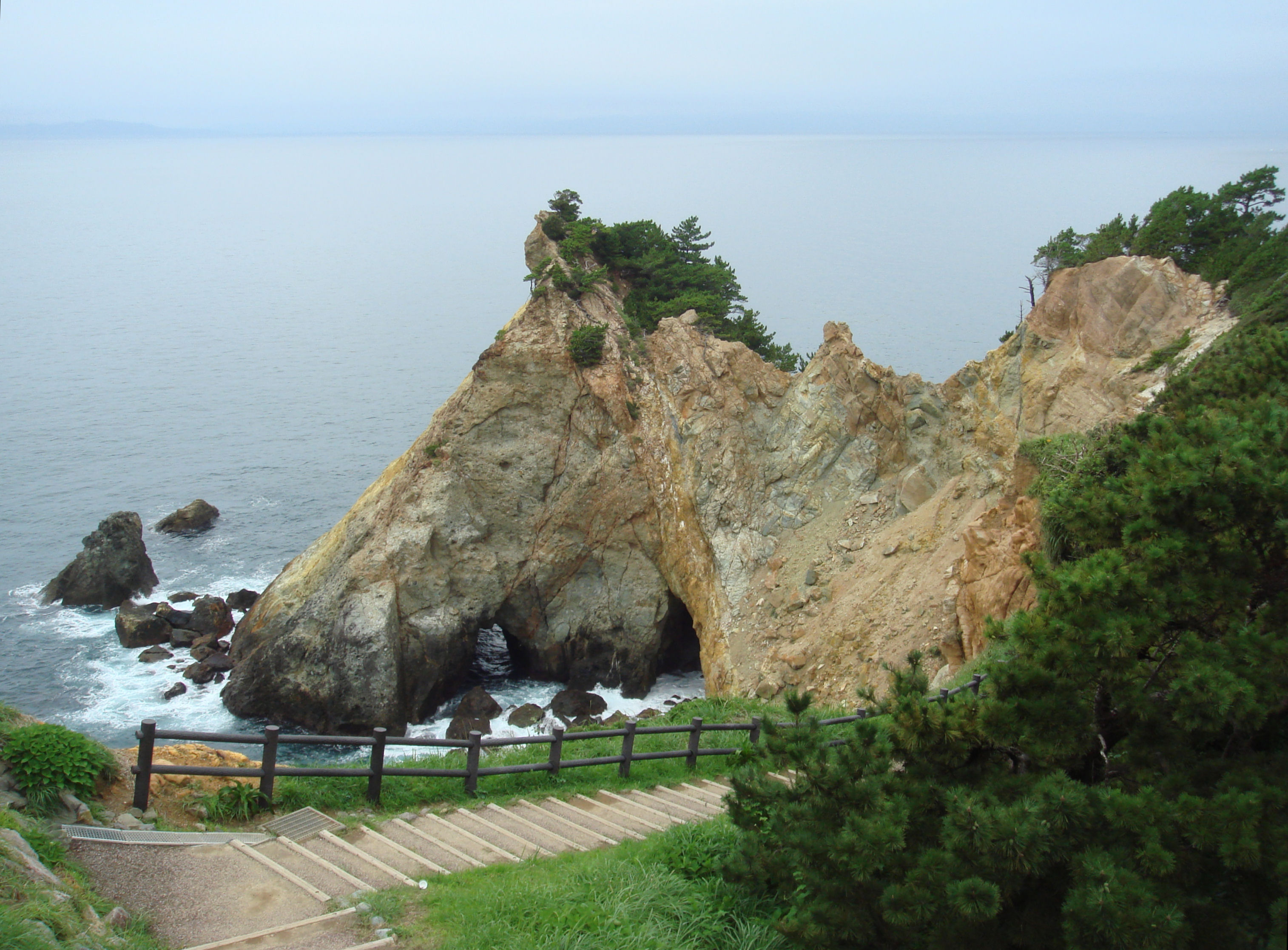
El "Promontorio Dorado" en Nishiizu, cerca de Ugusu
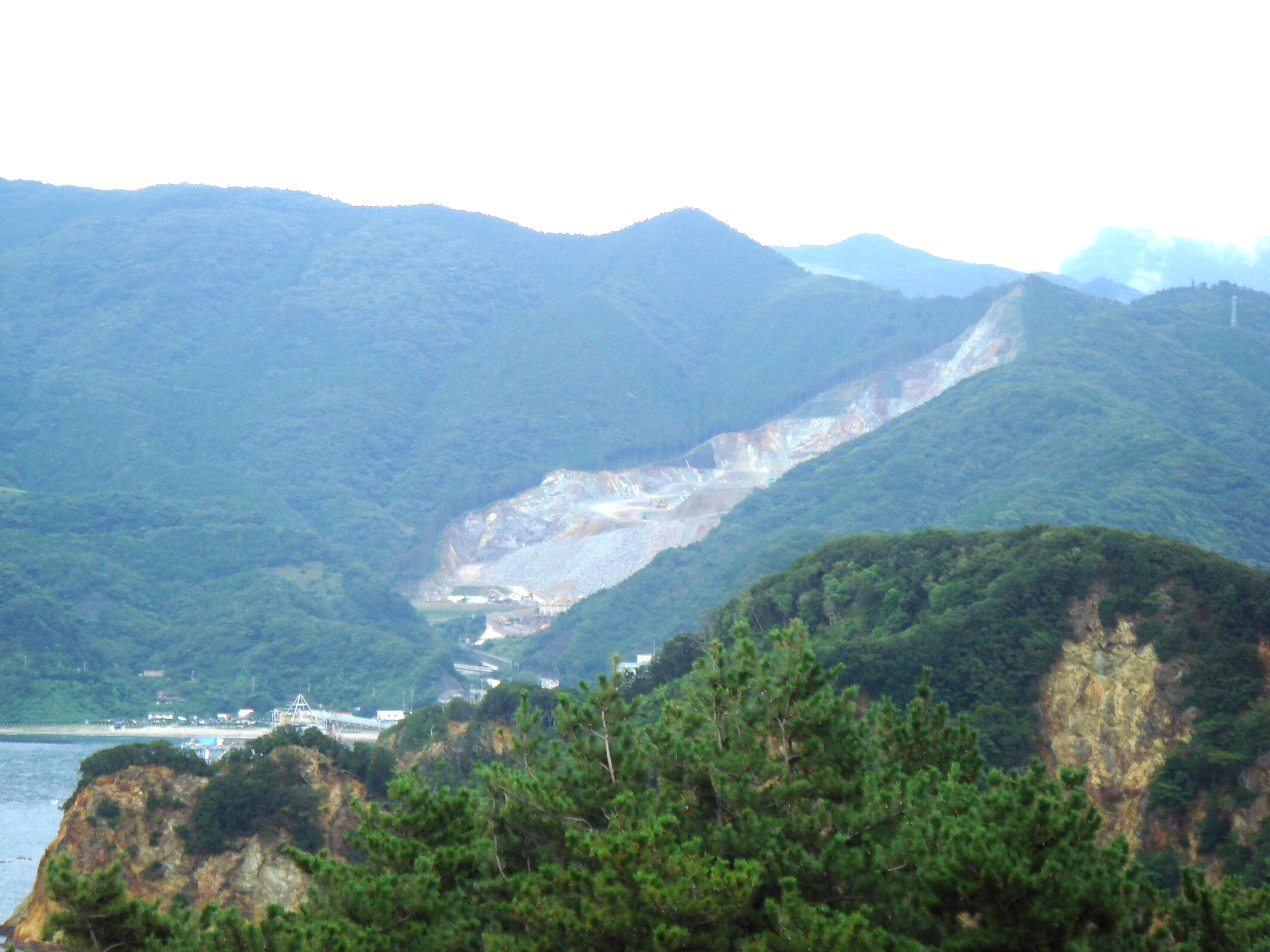
Una zona de cantera en la bahía de Ugusu.
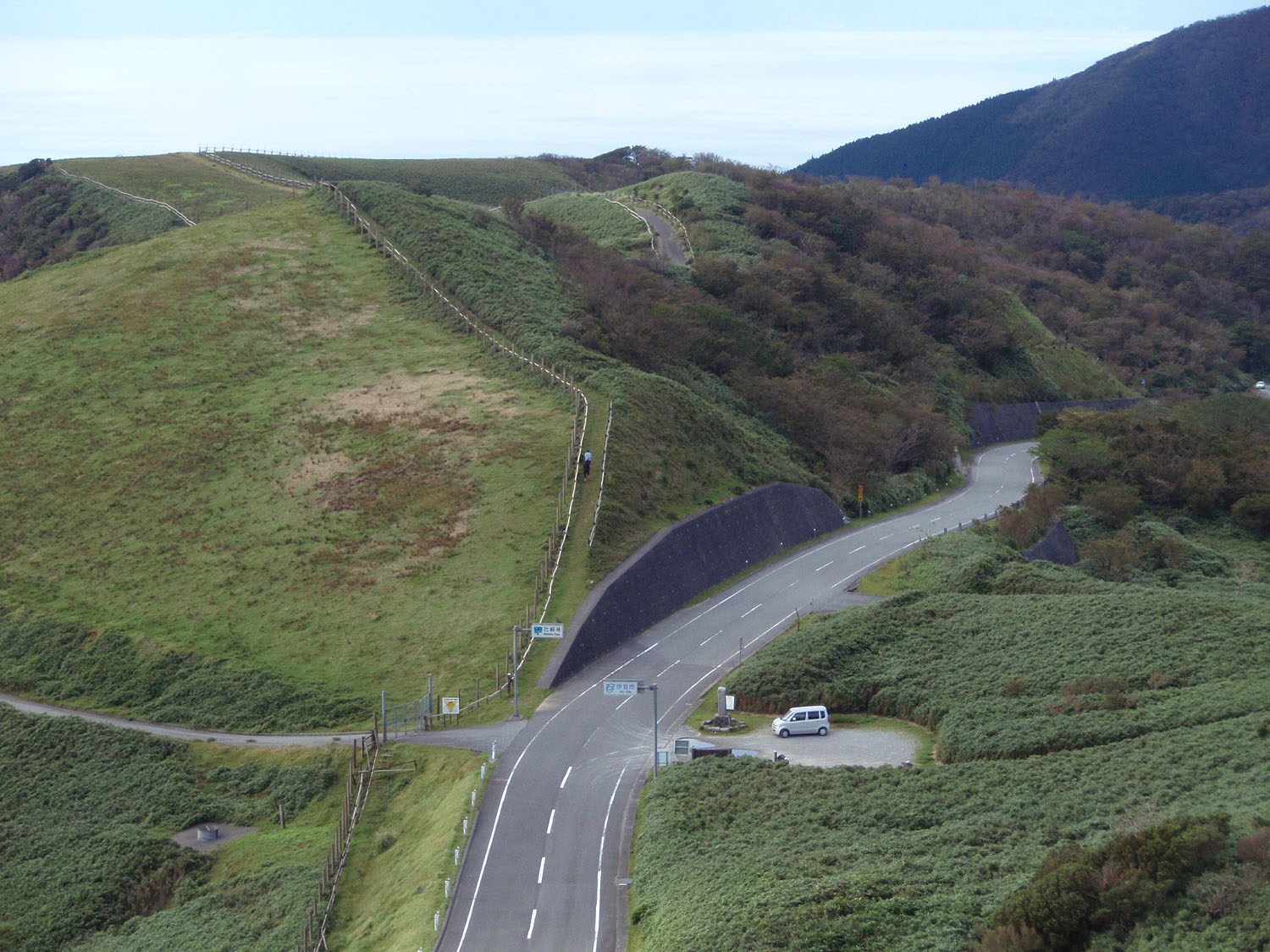
Carretera principal de Nishiizu.
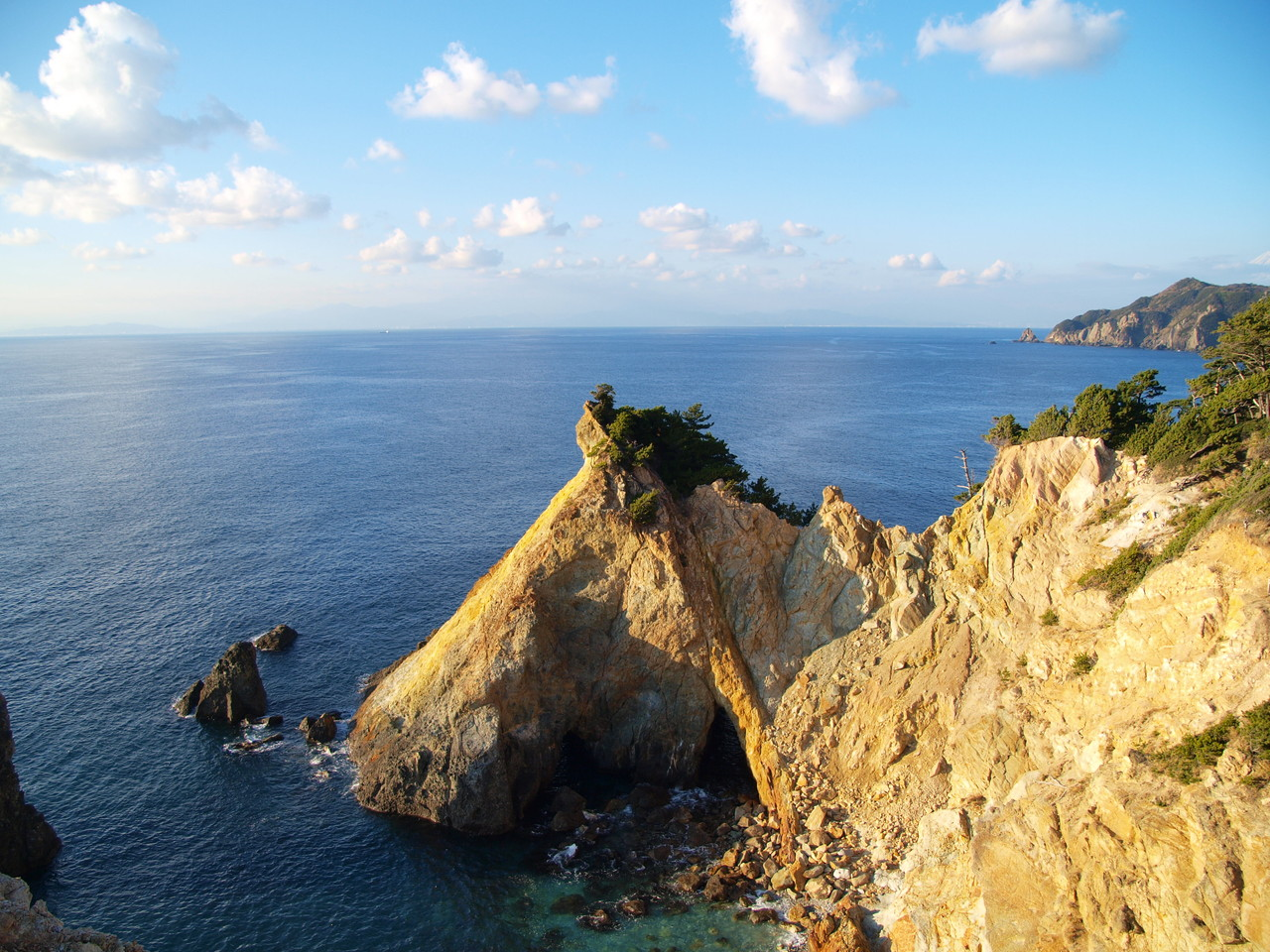
Koganezaki localizada en la ciudad.